# Trương Công Lập
Trương Công Lập (sinh 1946) là đại biểu Quốc hội Việt Nam khóa XI, thuộc đoàn đại biểu Bạc Liêu.